# Endrunde der Deutschen Mannschaftsmeisterschaft im Schach 1954
Die Endrunde der Deutschen Mannschaftsmeisterschaft im Schach 1954 fand am 5. und 6. Februar 1955 in München statt.
Es traten der Münchener Schachklub von 1836 (Titelverteidiger), die Schachgesellschaft Eckbauer, die Düsseldorfer Schachgesellschaft von 1925 und der Freiburger Schachverein im Finale der Westdeutschen Mannschaftsmeisterschaft 1954 in München an. Es wurde ein Rundenturnier ausgetragen.

## Erste Runde
|   | München            | Berlin             | 4,0:4,0 |
| - | ------------------ | ------------------ | ------- |
| 1 | Wolfgang Unzicker  | Kurt Gumprich      | 1:0     |
| 2 | Günter Maier       | Wolfram Bialas     | 0,5:0,5 |
| 3 | Josef Steger       | Edmund Budrich     | 0,5:0,5 |
| 4 | Otto Thiermann     | Adolf Pawelczak    | 0,5:0,5 |
| 5 | Ralf Scheipl       | Gottfried Grohmann | 0:1     |
| 6 | Paul Gerner        | Alfred Kinzel      | 0,5:0,5 |
| 7 | Heinz de Carbonnel | Friedrich Vogt     | 1:0     |
| 8 | Paul Kieninger     | Alfred Seppelt     | 0:1     |

|   | Düsseldorf       | Freiburg            | 5,0:3,0 |
| - | ---------------- | ------------------- | ------- |
| 1 | Georg Kieninger  | Gottlieb Machate    | 1:0     |
| 2 | Walter Niephaus  | Rudolf Kraus        | 1:0     |
| 3 | Walter Loose     | Peter Lott          | 0:1     |
| 4 | Siegfried Heil   | Egon Heim           | 0,5:0,5 |
| 5 | Immo Engert      | Hans Decker         | 0,5:0,5 |
| 6 | Erwin Herber     | Willi Best          | 1:0     |
| 7 | Rolf Roennefahrt | Klaus Geis          | 0:1     |
| 8 | Heiner Greeven   | Siegfried Kalbitzer | 1:0     |

## Zweite Runde
|   | Berlin             | Freiburg            | 4,0:4,0 |
| - | ------------------ | ------------------- | ------- |
| 1 | Kurt Gumprich      | Gottlieb Machate    | 0:1     |
| 2 | Wolfram Bialas     | Rudolf Kraus        | 1:0     |
| 3 | Edmund Budrich     | Peter Lott          | 1:0     |
| 4 | Adolf Pawlczak     | Egon Heim           | 0:1     |
| 5 | Gottfried Grohmann | Hans Decker         | 0,5:0,5 |
| 6 | Alfred Kinzel      | Willi Best          | 0:1     |
| 7 | Alfred Seppelt     | Klaus Geis          | 1:0     |
| 8 | Tenenbaum          | Siegfried Kalbitzer | 0,5:0,5 |

|   | München            | Düsseldorf      | 5,0:3,0 |
| - | ------------------ | --------------- | ------- |
| 1 | Wolfgang Unzicker  | Georg Kieninger | 0,5:0,5 |
| 2 | Günter Maier       | Walter Niephaus | 1:0     |
| 3 | Josef Steger       | Walter Loose    | 0,5:0,5 |
| 4 | Otto Thiermann     | Immo Engert     | 0,5:0,5 |
| 5 | Ralf Scheipl       | Siegfried Heil  | 0:1     |
| 6 | Paul Gerner        | Heiner Greeven  | 1:0     |
| 7 | Heinz de Carbonnel | Erwin Herber    | 0,5:0,5 |
| 8 | Paul Kieninger     | Nordsieck       | 1:0     |

## Dritte Runde

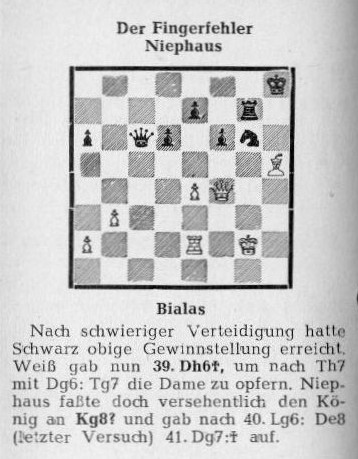
Der Fingerfehler, Bialas-Niephaus

|   | Düsseldorf       | Berlin             | 3,5:4,5 |
| - | ---------------- | ------------------ | ------- |
| 1 | Georg Kieninger  | Kurt Gumprich      | 0,5:0,5 |
| 2 | Walter Niephaus  | Wolfram Bialas     | 0:1     |
| 3 | Walter Loose     | Edmund Budrich     | 0:1     |
| 4 | Siegfried Heil   | Adolf Pawelczak    | 0:1     |
| 5 | Immo Engert      | Gottfried Grohmann | 0:1     |
| 6 | Erwin Herber     | Alfred Kinzel      | 1:0     |
| 7 | Rolf Roennefahrt | Alfred Seppelt     | 1:0     |
| 8 | Heiner Greeven   | Friedrich Vogt     | 1:0     |

|   | Freiburg            | München            | 3,5:4,5 |
| - | ------------------- | ------------------ | ------- |
| 1 | Gottlieb Machate    | Wolfgang Unzicker  | 0:1     |
| 2 | Rudolf Kraus        | Günter Maier       | 1:0     |
| 3 | Peter Lott          | Josef Steger       | 0:1     |
| 4 | Egon Heim           | Otto Thiermann     | 1:0     |
| 5 | Hans Decker         | Ralf Scheipl       | 0,5:0,5 |
| 6 | Willi Best          | Heinz de Carbonnel | 0,5:0,5 |
| 7 | Klaus Geis          | Paul Gerner        | 0:1     |
| 8 | Siegfried Kalbitzer | Paul Kieninger     | 0,5:0,5 |

## Kreuztabelle
|   | Verein     | 1   | 2   | 3   | 4   | Punkte |
| - | ---------- | --- | --- | --- | --- | ------ |
| 1 | München    |     | 4,0 | 5,0 | 4,5 | 13,5   |
| 2 | Berlin     | 4,0 |     | 4,5 | 4,0 | 12,5   |
| 3 | Düsseldorf | 3,0 | 3,5 |     | 5,0 | 11,5   |
| 4 | Freiburg   | 3,5 | 4,0 | 3,0 |     | 10,5   |

## Die Meistermannschaft
| 1.            | Münchener SC 1836 |
| Schachfiguren | Wolfgang Unzicker, Günter Maier, Josef Steger, Otto Thiermann, Ralf Scheipl, Paul Gerner, Heinz de Carbonnel, Paul Kieninger |